# Die Nibelungen (phim 1966–67)
Nibelung (tiếng Đức: Die Nibelungen) là một phim sử thi do Harald Reinl đạo diễn, xuất phẩm ngày 13 tháng 12 năm 1966 (p. 1) và 16 tháng 02 năm 1967 (p. 2) tại Berlin.
Truyện phim phỏng theo trường ca Nibelung và được coi như phiên bản làm lại xuất phẩm Nibelung năm 1923 của đạo diễn Fritz Lang.

## Nội dung
- Phần 1 (1966): Siegfried xứ Xanten (Siegfried von Xanten)

Tráng sĩ Siegfried diệt được rồng Fáfnir, nhờ tắm máu nó mà trở nên bất tử. Sau đó, chàng được gã lùn Alberich tặng cho chiếc áo tàng hình và bí mật kho báu của người Nibelung. Chàng đem lòng yêu nàng Kriemhilds, em vua Gundahar xứ Burgund. Nhưng Gundahar ra điều kiện: Siegfried phải giúp Gundahar cưới vợ thì Gundahar mới chịu gả em gái cho. Hai người viễn du sang Ísland, và Siegfried giúp Gundahar chinh phục nữ vương Brünhild. Họ trở về Burgund làm hôn lễ linh đình.
Trong một chuyến đi săn, sẵn lòng đố kị, một vương thân Burgund là Hagen đã ra tay sát hại Siegfried với sự đồng lõa của Gundahar. Dẫu biết Siegfried bất tử, nhưng y đã sớm lần ra nhược điểm của chàng.
- Phần 2 (1967): Kriemhilds phục hận (Kriemhilds rache)

Để trả thù cho cái chết của chồng, Kriemhilds tự nguyện kết hôn vua láng giềng Etzel. Khi vừa sinh hạ nhi tử Ortileb, nàng mời Gundahar và Hagen tới ăn tiệc mừng.
Tại hội trường, trong lúc thực khách đã ngà say, thuộc hạ Etzel bất thần bủa vây, dẫn tới một trận kịch chiến. Hagen giết Ortileb, Gundahar chết trong đám loạn quân. Kriemhilds giết Hagen rồi tự sát.

## Kĩ thuật
Phim được thực hiện tại Tây Đức, Nam Tư, Iceland, Tây Ban Nha các năm 1966 và 1967.

### Sản xuất
- Thiết kế: Kosta Krivokapic, Isabella Schlichting, Werner Schlichting, Alfred Schulz
- Phục trang: Irms Pauli

### Diễn xuất
- Uwe Beyer... Siegfried
- Maria Marlow... Kriemhild
- Rolf Henniger... Gundahar
- Siegfried Wischnewski... Hagen
- Karin Dor... Brünhild
- Hans von Borsody... Volker
- Herbert Lom... Etzel
- Dieter Eppler... Rüdiger
- Mario Girotti... Giselher
- Fred Williams... Gernot
- Skip Martin... Alberich
- Christian Rode... Dietrich
- Samson Burke... Blo-Edin
- Maria Hofen... Frigg
- Hilde Weissner... Ute[1][2]
- Friedrich von Ledebur... Hildebrand
- Barbara Bold... Hildegund